# Illa Norfolk
L'illa Norfolk és un territori extern d'Austràlia (en anglès Territory of Norfolk Island), situat a l'oceà Pacífic, entre Austràlia, Nova Zelanda i Nova Caledònia. El penal de Norfolk està inscrit a la llista del Patrimoni de la Humanitat de la UNESCO amb el nom de Colònies penitenciàries australianes des del 2010.

## Geografia

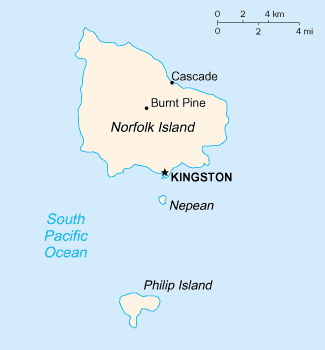
Mapa de l'illa Norfolk

El territori consta d'un illa principal, una illa menor deshabitada i un illot entre ambdues:
- Illa Norfolk
- Illa Philip
- Illa Nepean

La superfície total és de 34,6 km², i l'altitud màxima és de 319 m al Mont Bates. L'illa és d'origen volcànic amb una costa escarpada sense cap port natural ni platges.
El principal recurs natural és la pesca. No existeixen grans cultius i el 25% del terreny és dedicat a la pastura. El Parc Nacional de l'illa de Norfolk preserva l'àrea al voltant del Mont Bates i les illes Philip i Nepean. Té una extensió del 10% del total del territori, i preserva els boscos originaris. La vegetació de l'illa Philip va ser devastada per la introducció d'animals com porcs i conills.
La principal activitat econòmica és el turisme. La moneda de curs legal és el dòlar australià.
La població total era de 1.853 habitants, segons estimació del 2003. El 48% són descendents de Pitcairn, i la resta provenen majoritàriament d'Austràlia i Nova Zelanda. La majoria de la població és de religió protestant, destacant l'església anglicana.
Els illencs parlen l'anglès i una llengua criolla coneguda com a "Norfuk", una barreja d'anglès del segle xviii i tahitià. L'abril del 2005 van ser declarades co-oficials.

## Història
S'han trobat algunes eines de pedra que indiquen que els polinèsies hi van ser de pas, però no hi ha evidències de poblaments permanents.
El primer europeu a arribar-hi va ser l'anglès James Cook, el 1774, i anomenà l'illa en honor de la duquessa de Norfolk, esposa del primer lord de Bretanya, Edward Howard 9è duc de Norfolk. Cook va quedar impressionat pels grans arbres i les plantes de lli, amb un gran potencial d'ús per la marina.
Amb el primer assentament de convictes a Nova Gal·les del Sud el 1788, es va intentar l'explotació dels recursos de Norfolk i va acabar com una colònia penal alternativa a Sydney, la Colònia de Norfolk. Degut a l'aïllament i a les dificultats de mantenir la colònia, es va abandonar el 1814.
El 1824 es va tornar a utilitzar com a colònia penal per a deportar de forma perpètua als convictes reincidents. Les condicions inhumanes van fer que es tornés a tancat el 1855 i els convictes es van traslladar a Tasmània.
El 1856 es va oferir l'illa als habitants de Pitcairn, descendents dels amotinats del Bounty i de tahitianes. La superpoblació a Pitcairn havia fet difícil la convivència i el govern britànic va decidir traslladar tots els habitants. Alguns, però, incapaços d'adaptar-se al nou lloc, van tornar a Pitcairn. Avui es mantenen els llaços familiars entre les dues illes allunyades. La meitat de la població de Norfolk té avantpassats de Pitcairn, i l'himne del territori és compartit per les dues illes: "Come ye Blessed".
Encara que Norfolk no es troba geogràficament a la Polinèsia, per motius històrics i culturals es considera una de les illes polinèsies perifèriques.

## Política
El territori de Norfolk disposa d'un govern autònom, amb una Assemblea legislativa elegida per sufragi ponderat: cada elector assigna nou vots amb un màxim de quatre pel mateix candidat. El govern australià nomena un administrador i el Parlament australià decideix quines lleis s'estenen a Norfolk. Alguns illencs reclamen que l'oferiment per part de la reina Victòria de l'illa per als habitants de Pitcairn era, de fet, una cessió d'independència.
La capital del territori és Kingston, però la ciutat més gran és Burnt Pine. La festa nacional és Bounty Day, celebrada el 8 de juny, que rememora l'arribada dels habitants de Pitcairn el 1856.
El símbol del territori és el pi de Norfolk (Araucaria heterophylla), representat a la bandera.
Els residents a Norfolk no paguen els impostos australians i tenen la seva pròpia política d'immigració que afecta fins i tot els ciutadans australians.